# Коронавірусна хвороба 2019 в Океанії
Епідемія коронавірусної хвороби 2019 в Океанії — це поширення пандемії коронавірусної хвороби 2019 на територію Океанії. Перший випадок коронавірусної хвороби в Океанії зареєстрований 25 січня 2020 року в місті Мельбурн в Австралії. Коронавірус поширився на всі суверенні держави та території регіону.. Австралію та Нову Зеландію відзначали за те, як вони впоралися з пандемією порівняно з іншими західними країнами, причому Нова Зеландія та всі штати Австралії кілька разів елімінували всі випадки місцевої передачі вірусу навіть після повторного потрапляння вірусу серед населення.
Однак через швидку передачу варіанту Дельта до серпня 2021 року австралійські штати Новий Південний Уельс і Вікторія визнали поразку у своїх зусиллях з ліквідації вірусу. На початку жовтня 2021 року Нова Зеландія також відмовилася від стратегії ліквідації вірусу.

## Статистика за країнами та територіями
| Країна/Територія             | Всього випадків | Смерті | Одужання    | Посилання                   |
| ---------------------------- | --------------- | ------ | ----------- | --------------------------- |
| Австралія                    | 11210651        | 20119  | немає даних | [ 9 ] [ 10 ] [ 11 ]         |
| Нова Зеландія                | 2336352         | 2792   | 2321339     | [ 12 ]                      |
| Гаваї                        | 387419          | 1892   | немає даних | [ 13 ]                      |
| Нова Каледонія               | 80058           | 314    | немає даних | [ 14 ] [ 15 ]               |
| Французька Полінезія         | 78488           | 649    | немає даних | [ 16 ] [ 17 ]               |
| Фіджі                        | 68918           | 883    | 66307       | [ 18 ] [ 19 ]               |
| Гуам                         | 51179           | 413    | немає даних | [ 20 ] [ 21 ] [ 22 ]        |
| Папуа Нова Гвінея            | 46842           | 670    | 46168       | [ 23 ] [ 24 ] [ 25 ]        |
| Федеративні Штати Мікронезії | 26080           | 64     | немає даних | [ 26 ] [ 27 ]               |
| Соломонові Острови           | 24575           | 153    | немає даних | [ 10 ] [ 28 ]               |
| Тонга                        | 16814           | 12     | немає даних | [ 10 ] [ 29 ]               |
| Самоа                        | 16737           | 31     | немає даних | [ 10 ] [ 30 ]               |
| Маршаллові Острови           | 16081           | 17     | немає даних | [ 10 ] [ 31 ] [ 32 ] [ 33 ] |
| Північні Маріанські Острови  | 13839           | 41     | немає даних | [ 34 ] [ 35 ]               |
| Вануату                      | 12014           | 14     | немає даних | [ 10 ] [ 36 ]               |
| Американське Самоа           | 8329            | 34     | немає даних | [ 35 ] [ 37 ]               |
| Острови Кука                 | 7067            | 2      | 7,060       | [ 38 ] [ 39 ]               |
| Палау                        | 5999            | 9      | немає даних | [ 40 ] [ 41 ]               |
| Науру                        | 5393            | 1      | немає даних | [ 42 ] [ 43 ]               |
| Кірибаті                     | 5025            | 24     | немає даних | [ 44 ] [ 45 ]               |
| Волліс і Футуна              | 3427            | 7      | 438         | [ 35 ] [ 46 ] [ 47 ] [ 48 ] |
| Тувалу                       | 2805            | 0      | 466         | [ 35 ] [ 49 ] [ 50 ]        |
| Острів Пасхи                 | 1751            | 0      | 1745        | [ 51 ] [ 52 ]               |
| Бугенвіль                    | 1202            | 19     | немає даних | [ 24 ] [ 25 ] [ 53 ] [ 54 ] |
| Острів Норфолк               | 1051            | 0      | 1039        | [ 55 ] [ 56 ]               |
| Ніуе                         | 801             | 0      | 801         | [ 57 ] [ 58 ] [ 59 ]        |
| Токелау                      | 5               | 0      | 0           | [ 60 ] [ 61 ]               |
| Піткерн                      | 4               | 0      | 0           | [ 62 ]                      |
| Загалом                      | 13432922        | 22475  | 12230202    |                             |

Примітка. Статистична інформація в цій таблиці може відрізнятися від офіційних звітів і даних ВООЗ і також непослідовно включає перенесені раніше та підозрювані випадки, які могли дати позитивний результат діагностичного тесту. У деяких випадках ці позитивні результати тестів повідомлялися ЗМІ та/або відповідними органами охорони здоров'я як підтверджені випадки, але це не обов'язково вказує на активний SARS-CoV-2, як на інфекцію внаслідок більшості тестів на COVID-19, які аналізують присутність вірусу в минулому шляхом виявлення відповідних антитіл або через виявлення одного чи кількох вірусних фрагментів, які повільно виділяються під час або після одужання людини. Ці вірусні фрагменти не вказують на наявність вірусу в даної особи та не вказують на заразність.

## Хронологія за країнами та територіями

### Австралія
19 січня 2020 року головний інспектор охорони здоров'я Австралії Брендан Мерфі заявив, що, незважаючи на те, що слід уважно спостерігати за зростанням чисельності хворих коронгавірусною хворобою, на даний момент в Австралії немає приводу для тривоги.

Карта епідемії в Австралії
1,000,000+ випадків хвороби
100,000–999,999 випадків хвороби
10,000–99,999 випадків хвороби
100–9,999 випадків хвороби

25 січня 2020 року було зареєстровано перший випадок зараження SARS-CoV-2 у громадянина Китаю, який прибув із Гуанчжоу 19 січня. Хворий пройшов лікування в Мельбурні. Того ж дня 3 інших хворих дали позитивний результат тестування в Сіднеї після повернення з Уханя.
1 березня 2020 року 78-річний чоловік із Західної Австралії, який був пасажиром круїзного лайнера «Diamond Princess», став першою людиною, яка померла від коронавірусної хвороби в Австралії. Він помер у лікарні в Перті.
Кордони Австралії були закриті для всіх нерезидентів з 20 березня 2020 року; усі особи, які поверталися до країни, повинні були пройти двотижневий карантин у готелях. З березня багато штатів і територій також закрили свої внутрішні кордони з аналогічними карантинними вимогами для прибуваючих з інших штатів. Порушення карантину в готелях Мельбурна призвело до того, що штат Вікторія пережив другу хвилю епідемії та повернувся до суворих карантинних заходів з липня до жовтня 2020 року.
Жодної смерті від COVID-19 в Австралії не було зареєстровано з 28 грудня 2020 року до 13 квітня 2021 року, коли особа, який повернулася з-за кордону, померла в лікарні принца Чарльза в Брисбені. Після того смертей не було до 11 липня, коли служба охорони здоров'я Нового Південного Уельсу повідомила про смерть від COVID-19 внаслідок спалаху варіанту Дельта. Наприкінці серпня 2021 року Вікторія також повідомила про перші смерті після завершення спалаху в червні 2020 року, коли на той час був найдовший період карантину в Австралії. У відповідь на зростання кількості випадків, Новий Південний Уельс і Вікторія запровадили тривалий локдаун, що тривав 107 і 77 днів відповідно, і обидва штати відкрилися в жовтні 2021 року.
Починаючи з грудня 2021 року, в Австралії стався масштабний спалах варіанту Омікрон із значно більшою кількістю випадків, ніж будь-коли за часів пандемії. Станом на 22 квітня 2022 року Австралія повідомила про 5374402 випадки захворювання та 6893 смерті. На початок 2022 року в Австралії було зареєстровано 370228 активних випадків хвороби.

#### Острів Норфолк
У березні 2020 року для запобігання поширення інфекції регіональна рада острова Норфолк запровадила 32-денну заборону на транспортне сполучення, та оголосила надзвичайний стан. Адміністратор острова Ерік Гатчінсон заявив, що ці заходи були необхідні через вкрай обмежену медичну спроможність віддаленого острова. Карантинні заходи почали скасовувати з 6 травня 2020 року.
Після спалахів у східних штатах і територіях Австралії в середині 2021 року остров Норфолк запровадили додаткові обмеження. Пакети підтримки COVID-19 були доступні для підприємств і жителів острова Норфолк.
Острів Норфолк розпочав вакцинацію проти COVID-19 і, очікувалося, що на острові завершать початкову вакцинацію до жовтня 2021 року. Станом на 2 серпня 2021 року понад 60 % жителів зробили першу вакцинацію. У зв'язку з прискореним введенням вакцини Pfizer проти COVID-19 і низьким рівнем вагань щодо вакцинації на острові Норфолк, регіональну клініку вакцинації проти COVID-19 планувалося закрити до кінця вересня 2021 року.
30 грудня 2021 року було зареєстровано 2 випадки хвороби. Ще 4 інших випадки хвороби були виявлені 1 січня 2022 року.

### Острів Пасхи
19 березня 2020 року місцева влада острова Пасхи наказала закрити острів, і попросила авіакомпанію «LATAM Airlines» евакуювати всіх туристів на острові. Однак 24 березня на острові було зареєстровано перший випадок коронавірусної хвороби. До початку квітня було зареєстровано 5 підтверджених випадків. Усі хворі одужали через кілька тижнів, і з тих пір не повідомлялося про нові випадки.

### Фіджі
Перший випадок хвороби на Фіджі було зареєстровано 19 березня 2020 року, що призвело до локдауну в двох найбільших міст країни — Лаутоки та Суви, на понад 20 днів.
31 липня 2020 року на Фіджі зареєстровано першу смерть від COVID-19 — 66-річного чоловіка, якого репатріювали з Індії.
Після понад 365 днів відсутності нових випадків місцевої передачі вірусу, 19 квітня 2021 року на Фіджі було зафіксовано новий випадок місцевої передачі вірусу, що призвело до негайного локдауну в Наді та другого локдауну в Лаутоці. Цей локдаун тривав майже 50 днів і завершився 5 червня 2021 року, незважаючи на те, що кількість випадків місцевої передачі COVID-19 продовжувала зростати. Подібний локдаун також було запроваджено в Центральному регіоні, до якого входять Сува, Ламі та Наусорі в одній великій зоні карантину. Протягом тривалого часу локдаун у зоні Ламі-Наусорі залишався чинним.
Станом на 20 серпня 2021 року на Фіджі було підтверджено 43096 випадків COVID-19 з 21825 одужаннями та 432 смертельними випадками (плюс 247 інших непов'язаних смертей хворих із COVID-19). Станом на 24 серпня 2021 року Фіджі повідомили ВООЗ про 44188 підтверджених випадків COVID-19 із 444 смертями; і станом на 13 серпня 2021 року було введено загалом 690888 доз вакцини.

### Французькі території

#### Французька Полінезія
11 березня 2020 року було підтверджено перший випадок хвороби у Французькій Полінезії. Першою хворою стала Майна Саж, депутат Національної асамблеї Франції від Французької Полінезії. 4 квітня було 39 підтверджених випадків хвороби. Заборону на продаж алкоголю продовжили до завершення епідемії.
Станом на 11 листопада 2020 року у Французькій Полінезії було зареєстровано 11316 випадків хвороби і 4842 одужання.
Станом на 12 серпня 2021 року загалом введено 137967 доз вакцини.
Станом на 24 серпня 2021 року було 40178 підтверджених випадків і 328 смертей.

#### Нова Каледонія
Станом на 18 липня 2020 року на Новій Каледонії було зареєстроване 22 випадки хвороби. Президент Тьєррі Санта пішов на самоізоляцію 4 квітня після того, як в одного з його співробітників підтвердився позитивний результат тесту на коронавірус. 7 березня 2021 року було зареєстровано перші 9 випадків місцевої передачі вірусу.

#### Волліс і Футуна
16 жовтня 2020 року Волліс і Футуна повідомили про перший випадок хвороби на островах. 23 жовтня другий тест у першого випадку хвороби дав негативний результат, завдяки чому острови знову був вільним від COVID-19. Місцева передача вірусу розпочалася 6 березня 2021 року, і до 20 березня кількість випадків зросла до 302. Перша смерть була зареєстрована 22 березня 2021 року.

### Кірибаті
1 лютого 2020 року уряд Кірибаті призупинив видачу всіх віз громадянам Китаю, та висунув вимогу для новоприбулих заповнити медичну форму, а від прибуваючих із країн, де вже зареєстровані випадки коронавірусної хвороби, пройти період самоізоляції. Незважаючи на відсутність випадків, 28 березня президент Танесі Маамау оголосив надзвичайний стан.
10 вересня 2020 року уряд оголосив, що залишатиме закритими кордони до кінця року, щоб уберегти країну від поширення коронавірусу.
18 травня 2021 року місцевий моряк на судні, яке перебувало на карантині біля берега в порту Бетіо, дав позитивний результат тестування на коронавірус.
Станом на 14 грудня 2021 року ВООЗ повідомила про відсутність підтверджених випадків COVID-19 і відсутність смертей на Кірибаті. Станом на 18 листопада 2021 року було введено загалом 82167 доз вакцини, що становить приблизно 19 % повністю вакцинованих і приблизно 49 % принаймні одною дозою вакцини.

### Маршаллові острови
24 січня 2020 року Маршаллові Острови видали рекомендації для поїздок, які вимагали, щоб усі відвідувачі країни провели принаймні 14 днів у країні, вільній від коронавірусу. 1 березня заборону поширили на Китай, Макао, Гонконг, Японію, Південну Корею, Італію та Іран.
Станом на 18 березня всі вхідні транспортні рейси в країну, а також частина внутрішніх рейсів, були тимчасово припинені.
Перші два випадки COVID-19 були підтверджені в гарнізоні армії США на атолі Кваджалейн 29 жовтня 2020 року. Їх обох помістили на керований карантин.

### Мікронезія
Перший випадок підозри на коронавірусну хворобу в Федеративних Штатах Мікронезії зареєстровано 8 січня 2021 року в керованій ізоляції. Пізніше цей випадок було визнано незаразним, та виявленням фрагментів вірусу після того, як особа одужала, та отримала негативні тести на антитіла та антиген пізніше ще цього місяця.
Станом на 25 квітня 2022 року офіційна кількість випадків COVID-19 у Федеративних Штатах Мікронезії, повідомлена ВООЗ, становила 5; а станом на 6 квітня 2022 року загалом введено 117839 доз вакцини.

### Науру
Уряд Науру запровадив надзвичайний стан для запобігання поширення інфеції, призупинивши всі авіарейси в країну, крім одного, і запровадивши 14-денний карантин для всіх прибулих.
14 грудня 2021 року на морському судні виявлено перенесений випадок хвороби. Оскільки хворий залишився на борту судна, він не вважається таким, що перебував на Науру.
Станом на 30 березня 2022 року введено 22976 доз вакцини.
2 квітня 2022 року на Науру зареєстрували перші 2 випадки COVID-19.

### Нова Зеландія
Нова Зеландія повідомила про перший випадок хвороби в країні 28 лютого 2020 року в жителя країни, який прибув з Ірану 26 лютого. Другий випадок зареєстровано в громадянина країни, який нещодавно їздив до північної Італії. Перша місцева передача вірусу зареєстрована 4 березня в Окленді. 29 березня Нова Зеландія повідомила про першу смерть від хвороби — 70-річної жінки з Вест-Коста.
21 березня уряд Нової Зеландії запровадив чотирирівневу систему оповіщення для боротьби з пандемією COVID-19 у Новій Зеландії. 25 березня країна перейшла на 4 рівень небезпеки, встановила загальнонаціональний карантин і закрила кордони. Хоча масові зібрання були заборонені, а школи та більшість підприємств закриті, такі життєво необхідні заклади, як супермаркети, автозаправні станції та медичні служби, залишалися відкритими. Завдяки успішним зусиллям по запобіганню поширення хвороби на кордонах Нової Зеландії, із запровадженням карантину та заходів соціального дистанціювання, систему рівня тривоги було поступово знижено до рівня 3 27 квітня та рівня 2 13 травня, із послабленням заходів на кожному етапі. 9 червня Нова Зеландія увійшла до рівня небезпеки 1, де обмеження на економічну діяльність і повсякденне життя були скасовані, але кордони країни залишалися закритими для більшості прибуваючих з-за кордону.
4 травня країна відзначила перший день, коли не було повідомлень про жодний новий випадок COVID-19, через місяць після того, як у країні оголосили карантин. Станом на 31 травня був лише один активний випадок із загалом 1504 (1154 підтверджених і 350 ймовірних) випадків, 1481 одужали і 22 смерті. До 8 червня цей останній активний випадок одужав. Після 24 днів поспіль без нових випадків, 16 червня було зареєстровано 2 нових випадки після прибуття з-за кордону.
11 серпня 2020 року в Окленді було зареєстровано 4 випадки хвороби, що стало першою зареєстрованою місцевою передачею вірусу через 102 дні. Унаслідок спалаху хвороби в Окленді в серпні 2020 року по всій країні було відновлено карантинні обмеження. У зв'язку зі скороченням кількості місцевої передачі вірусу, карантинні обмеження в Окленді та решті Нової Зеландії були почергово скасовувалися 30 серпня, 23 вересня та 7 жовтня 2020 року.
У той час як більшість випадків хвороби в Новій Зеландії протягом 2021 року реєструвались на кордоні, місцева передача вірусу періодично відбувалися переважно в регіоні Окленд у лютому та серпні 2021 року, що призвело в обох випадках до відновлення загальнонаціональних карантинних обмежень.
Національна програма вакцинації Нової Зеландії розпочалася 20 лютого 2021 року. Станом на серпень 2021 року було зроблено 3,33 мільйона щеплень; 2,17 мільйона осіб отримали першу дозу, а 1,16 мільйона додатково отримали другу дозу вакцини.
На початку жовтня 2021 року прем'єр-міністр Джасінда Ардерн підтвердила, що стратегія ліквідації вірусу в Новій Зеландії буде поступово припинена на користь нової моделі, яка враховує рівень вакцинації в країні.
У листопаді 2021 року плем'я маорі попросило антивакцинаторів припинити використовувати гаку «Ка мате» для просування своїх протестів.

#### Острови Кука
5 червня 2021 року було отримано перший позитивний результат ПЛР-тесту на Островах Кука, про що повідомили засоби масової інформації. Однак було визначено, що це залишкові явища в особи, яка раніше завершила карантин у Новій Зеландії, і тому не враховується як активний підтверджений випадок, тому що він вже був зарахований у Новій Зеландії та одужав.
Станом на 2 серпня 2021 року Острови Кука повідомили ВООЗ про введення 21761 дози вакцини. 24 серпня 2021 року міністерство охорони здоров'я Островів Кука повідомило, що завершило свою національну програму вакцинації проти COVID-19: 96,7 % відповідного населення, осіб віком від 16 років, були повністю вакциновані. Застосовувалась лише вакцина Pfizer–BioNTech проти COVID-19. Уряд готувався до проведення вакцинації осіб 12—15 років.
3 грудня 2021 року на Островах Кука зареєстровано підозру на коронавірусну хворобу, однак пізніше було встановлено, що це перенесений у минулому безсимптомний випадок хвороби.
15 лютого 2022 року було зареєстровано один випадок у особи на атолі Раротонга, яка нещодавно повернулася з Окленда. Підтверджено зараження варіантом Омікрон.

#### Ніуе
9 березня 2022 року на Ніуе підтвердився перший випадок COVID-19 в особи, яка повернулась із Нової Зеландії.

#### Токелау
21 грудня 2022 року на Токелау зареєстровано перші випадки COVID-19.

### Палау
Палау рано почало запроваджувати прикордонний контроль. Президент країни Томмі Ременгесау видав указ про призупинення прийому чартерних рейсів з Китаю, Макао та Гонконгу з 1 по 29 лютого 2020 року. До березня кордони країни були закриті. Також був запроваджений карантин на 14 днів для всіх негромадян країни, які нещодавно в'їхали до Палау.
Жителі Палау почали вакцинуватися проти COVID-19 у 2021 році. Як підписант Договору про вільну асоціацію із США, Палау отримало вакцину за програмою Operation Warp Speed.
31 травня 2021 року було підтверджено перший випадок хвороби в країні.
Станом на 24 серпня 2021 року ВООЗ повідомила про 2 підтверджені випадки COVID-19 в Палау при відсутності смертей. Станом на 8 серпня 2021 року загалом було введено 26796 доз вакцини.

### Папуа Нова Гвінея
20 березня 2020 року було підтверджено перший випадок хвороби в Папуа Новій Гвінеї. У хворого взято мазки та направлено на дослідження в Гороцький науково-дослідний інститут. Далі було 3 повідомлення. Спочатку міністр охорони здоров'я Джелта Вонг повідомила про ймовірний випадок хвороби, а прем'єр-міністр Джеймс Марапе оголосив результат тестування негативним. Були проведені додаткові тести, і прем'єр-міністр підтвердив позитивний результат на COVID-19. Тоді міністр поліції Браян Крамер заявив у Facebook, що суперечливі результати були спричинені несправним тестовим обладнанням, і що було подано запити на проведення подальших тестів у Мельбурні. Станом на 19 листопада 2020 року в Папуа Новій Гвінеї було зареєстровано 602 випадки хвороби, з них 585 одужання та 7 смертей.
За даними ВООЗ, станом на 24 серпня 2021 року в Папуа Новій Гвінеї було зареєстровано 17947 підтверджених випадків COVID-19 із 192 смертями. Станом на 12 серпня 2021 року загалом введено 102074 дози вакцини.

#### Бугенвіль
Перший випадок хвороби на території автономного регіону Бугенвіль зареєстровано 7 серпня 2020 року в місті Арава.

### Самоа
Було зареєстровано два ймовірних випадки COVID-19 на Самоа, які спостерігались після виявлення позитивного результату ПЛР-тесту в листопаді 2020 року. Однак, ймовірно, обидва випадки були просто виявленням фрагментів вірусу в незаразних перенесених випадках хвороби в минулому, оскільки в жодному випадку не було симптомів і тісні контакти цих осіб мали негативний тест. Третій позитивний ПЛР-тест надійшов до країни 12 лютого 2021 року. З цих трьох позитивних результатів тесту Самоа офіційно повідомило ВООЗ лише про один підтверджений випадок COVID-19.

### Соломонові Острови
Перший випадок COVID-19 на Соломонових Островах було підтверджено 3 жовтня 2020 року в студента, якого репатріювали з Філіппін 28 вересня 2020 року.
Станом на 24 серпня 2021 року ВООЗ повідомила 20 підтверджених випадків COVID-19 та жодної смерті на Соломонових Островах. Останній підтверджений випадок було зареєстровано 5 квітня 2021 року, і всі випадки одужали. Станом на 6 серпня 2021 року в країні загалом введено 56621 дозу вакцини.

### Тонга
29 жовтня 2021 року Тонга повідомило про свій перший випадок хвороби в сезонного робітника, який повернувся з Крайстчерча в Новій Зеландії.

### Тувалу
20 травня 2022 року Тувалу повідомило про перші 3 випадки хвороби, які знаходились на карантині.

### Піткерн
Піткерн повідомили про перший випадок хвороби 16 липня 2022 року.

### Території США
Хоча епіцентр COVID-19 у США знаходиться в континентальних 48 штатах, випадки та спалахи хвороби були зареєстровані в океанічних володіннях країни. У штаті Гаваї найбільше випадків коронавірусу в регіоні, за ним йдуть території Гуам та Північні Маріанські острови.

#### Американське Самоа
9 листопада 2020 року Американське Самоа повідомило про перші 3 позитивні результати тестів на коронавірус. Оскільки всі 3 підозрюваних випадки були на борту контейнеровоза, та не в'їздили на острови та не було підтверджено, що це активні випадки, про них не повідомляли ВООЗ. Станом на 24 серпня 2021 року, згідно зі звітністю для ВООЗ, на островах не було підтверджених випадків COVID-19 і смертей; і станом на 8 серпня введено 52769 доз вакцини.

#### Гуам
Станом на 28 серпня 2020 року на території США Гуам було зареєстровано 1287 підтверджених випадків хвороби, з них 488 одужали та 10 померли.
За даними ВООЗ, станом на 24 серпня 2021 року на Гуамі було 9138 підтверджених випадків COVID-19 із 145 смертями. Станом на 8 серпня 2021 року загалом введено 202807 доз вакцини.

#### Гаваї
Перший випадок хвороби на Гавайських островах був зареєстрований 6 березня 2020 року, а перша смерть була зареєстрована 30 березня.
У відповідь на початковий спалах хвороби губернатор Девід Іге оголосив карантин на території всього штату, який тривав з 24 березня по 30 квітня. Після того, як через кілька місяців стався черговий сплеск випадків, на території островів удруге був запроваджений локдаун з 27 серпня по 9 вересня. Пізніше локдаун було продовжено до 24 вересня.
Осередок спалаху знаходився на острові Оаху, де проживає більшість жителів Гаваїв. Випадки також були зареєстровані на островах Гаваї, Мауї, Молокаї, Ланаї та Кауаї. На Ніїхау, Кахоолаве та на північно-західних Гавайських островах не було зареєстровано жодного випадку хвороби.
Станом на 24 серпня 2021 року Гаваї мали найнижчий рівень захворюваності з усіх 50 штатів США — 4042 на 100 тисяч0 осіб і найнижчий рівень смертності — 39,9 на 100 тисяч осіб.
Станом на 24 серпня 2021 року в штаті Гаваї було загалом 54366 підтверджених випадків хвороби, 2869 ймовірних випадків, 565 смертей і 3220 госпіталізацій.

#### Північні Маріанські острови
Станом на 2 листопада 2020 року на Північних Маріанських Островах підтверджено 96 випадків коронавірусної хвороби та 2 смерті.
Станом на 24 серпня 2021 року, згідно з даними ВООЗ, на островах було 224 підтверджених випадки COVID-19 і 2 смерті; станом на 5 серпня введено 63302 дози вакцини.

### Вануату
11 листопада 2020 року на Вануату зареєстровано перший випадок хвороби в чоловіка, який дав позитивний результат після повернення із США через Окленд і Сідней. Станом на 24 серпня 2021 року у звіті ВООЗ у країні було 3 підтверджених випадки COVID-19 і нуль смертей; і станом на 15 серпня введено 27716 доз вакцини.

## Міжнародна допомога
Наприкінці липня 2021 року ЮНІСЕФ та уряд Японії оголосили про партнерство на суму 20,8 мільйона доларів США для підтримки урядів тихоокеанських островів у боротьбі з COVID-19. Раніше прем'єр-міністр Японії Йосіхіде Суґа оголосив про фінансову допомогу для зміцнення секторів охорони здоров'я в тихоокеанських острівних державах під час 9-ї зустрічі лідерів тихоокеанських островів.